# St. Leonhard und Nikolaus (Hüssingen)

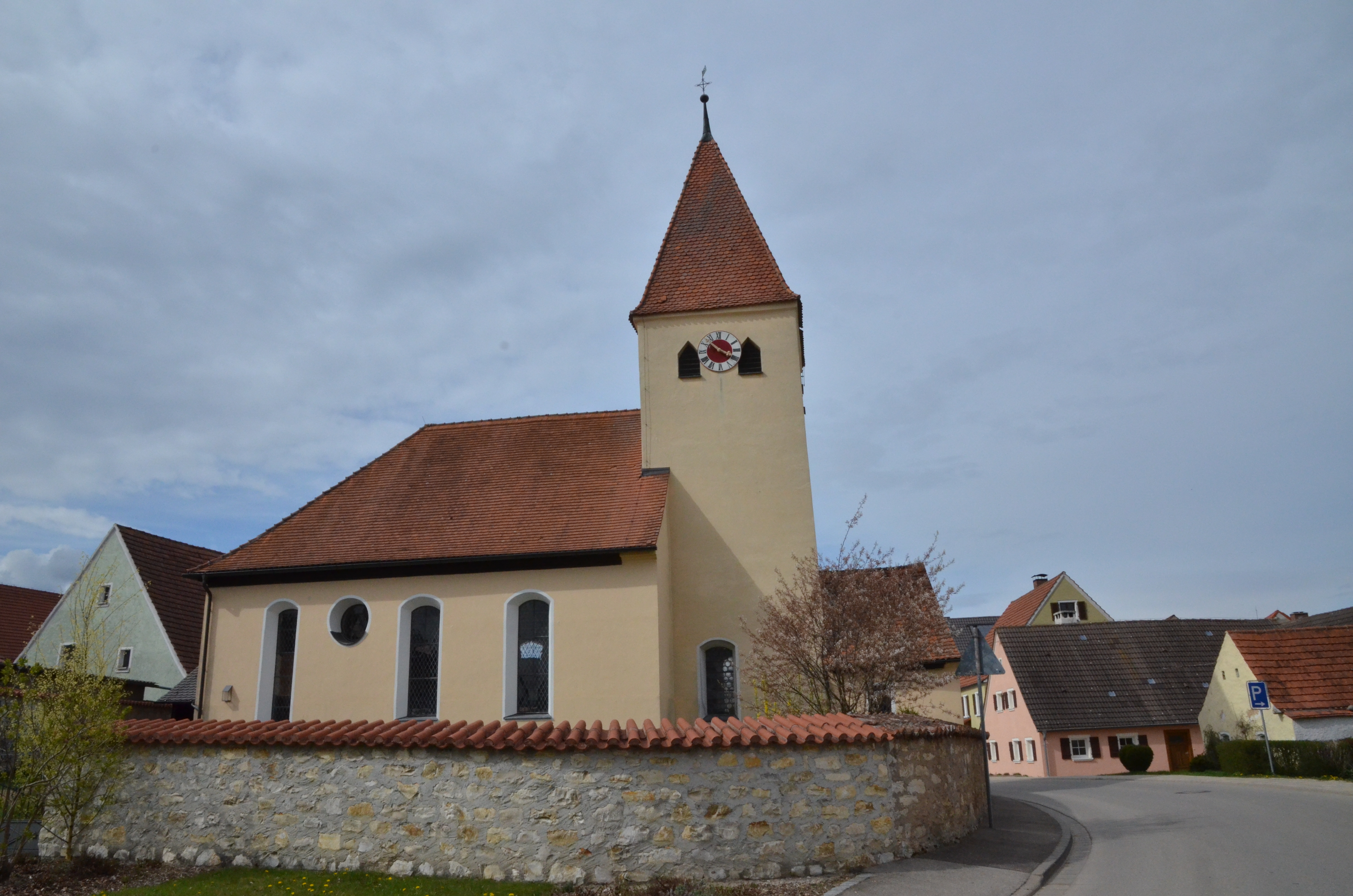
St. Leonhard und Nikolaus (Hüssingen), Bild von 2012

Die evangelische, denkmalgeschützte Pfarrkirche St. Leonhard und Nikolaus steht in Hüssingen, einem Gemeindeteil der bayerischen Gemeinde Westheim im mittelfränkischen Landkreis Weißenburg-Gunzenhausen. Das Bauwerk ist unter der Denkmalnummer D-5-77-179-12 als Baudenkmal in der Bayerischen Denkmalliste eingetragen. Die mittelalterlichen und frühneuzeitlichen untertägigen Bestandteile der Kirche sind zusätzlich als Bodendenkmal (Nummer: D-5-7030-0179) eingetragen. Die Namensgeber der Kirche sind der hl. Leonhard von Limoges und der hl. Nikolaus von Myra. Die Kirchengemeinde gehört zum Evangelisch-Lutherischen Dekanat Heidenheim im Kirchenkreis Ansbach-Würzburg der Evangelisch-Lutherischen Kirche in Bayern. Das Bauwerk mit der Adresse Hüssingen 51 steht innerhalb des Hüssinger Ortskerns südlich der Hauptstraße auf einer Höhe von 518 Metern über NHN.

## Beschreibung
Der Chorturm auf quadratischem Grundriss der Saalkirche stammt im Kern aus der zweiten Hälfte des 12. Jahrhunderts. Er wurde 1683 erneuert und mit einem Pyramidendach bedeckt. Sein oberstes Geschoss beherbergt die Turmuhr und den Glockenstuhl. Das an ihn angebaute Langhaus wurde 1725 erweitert. Die Empore im Innenraum ist nur durch eine äußere Treppe erreichbar. Der Altar zeigt ein um 1500 entstandenes, lebensgroßes Kruzifix. Die Kanzel wurde im 17. Jahrhundert errichtet.